# پریابونین
| سامانه  | ردیف    | اشکوب      | سن (میلیون سال) |
| ------- | ------- | ---------- | --------------- |
| نئوژن   | میوسن   | آکیتانین   | → پیش از آن     |
| پالئوژن | الیگوسن | چاتین      | ۲۳٫۰۳–۲۸٫۴      |
| پالئوژن | الیگوسن | روپلین     | ۲۸٫۴–۳۳٫۹       |
| پالئوژن | ائوسن   | پریابونین  | ۳۳٫۹–۳۷٫۲       |
| پالئوژن | ائوسن   | بارتونین   | ۳۷٫۲–۴۰٫۴       |
| پالئوژن | ائوسن   | لوتتین     | ۴۰٫۴–۴۸٫۶       |
| پالئوژن | ائوسن   | ایپرزین    | ۴۸٫۶–۵۵٫۸       |
| پالئوژن | پالئوسن | تانتین     | ۵۵٫۸–۵۸٫۷       |
| پالئوژن | پالئوسن | سلاندین    | ۵۸٫۷–۶۱٫۷       |
| پالئوژن | پالئوسن | دانین      | ۶۱٫۷–۶۵٫۵       |
| کرتاسه  | پسین    | ماستریختین | → پس از آن      |

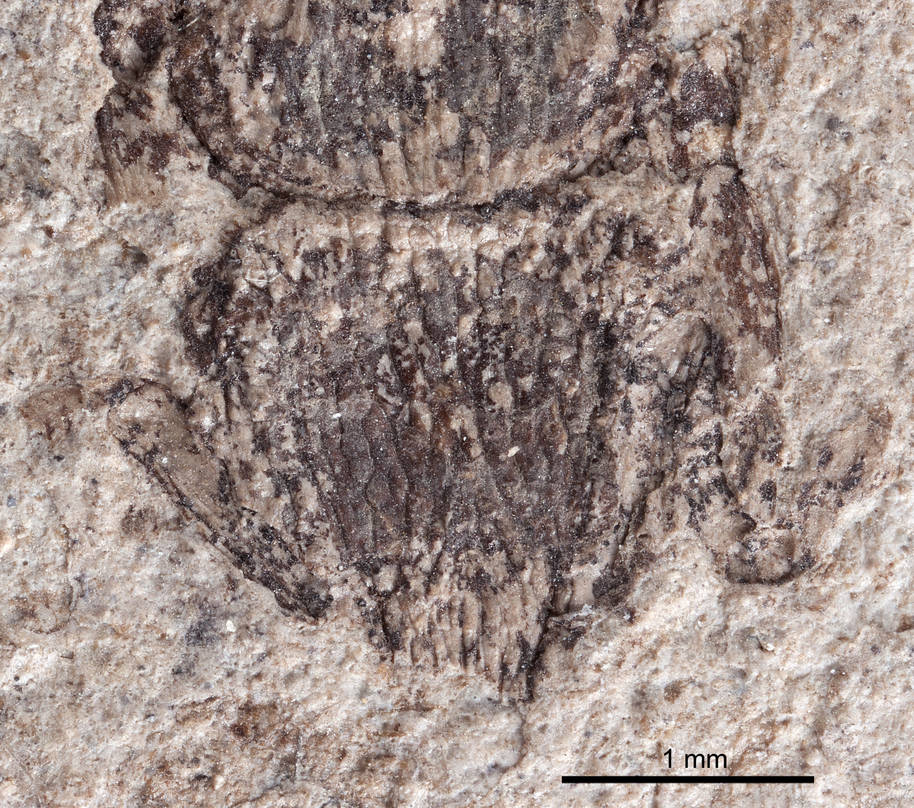
هولوتیپ‌های فسیلی پرده‌بالان، موزه جانورشناسی تطبیقی، کلرادو، دوره پریابونیان

پریابونین (به انگلیسی: Priabonian) آخرین عصر یا بالاترین اشکوب از دور یا ردیف ائوسن است. پریابونین از ۳۸ تا ۳۳٫۹ میلیون سال پیش ادامه داشته است.
پیش از پریابونین، بارتونین و پس از پریابونین، روپلین قرار دارد.